# آقای توپاز
آقای توپاز (انگلیسی: Mr. Topaze) یک فیلم به کارگردانی پیتر سلرز است که در سال ۱۹۶۱ منتشر شد. از بازیگران آن می‌توان به نادیا گری، هربرت لام، و لئو مک‌کرن اشاره کرد.